# Карл Хартлеб
Карл Хартлеб (23. октобар 1886. у Санкт Мариен Нојмаркту, Штајерска, Аустрија.-† 29. август 1965. Фризах, Аустрија) је био аустријски политичар Ландбунда и Савеза независних.

## Биографија
Хартлеб је био активан као фармер и пољопривредник. Од 1919 — 1927. био је представник скупштине Штајерске. Пре Другог светског рата био је представник Ландбунда и представљао је ову странку у Националном већу Аустрије од 1927 — 1930. Такође је био и вицеканцелар Аустрије од 1927. до 1929. Био је један од одговорних за агресивну полицијску интервенцију током јулске побуне 1927. која се десила 15. јуна 1927.
1949. је учествовао у стварању Савеза независних и одмах по оснивању је постао један од потпредседника странке. Од 1949. до 1956. је био посланик у државном већу Аустрије, а од 1953-1956 је био трећи председник држвног већа после Другог светског рата.
Умро је са 78 година у Фризиху, градићу у Корушки